# 汉娜·卓别林
汉娜·卓别林（英語：Hannah Chaplin；1865年8月11日—1928年8月28日），英国女演员，世界著名戏剧大师查理·卓别林的母亲。

## 生平
汉娜·卓别林，原名汉娜·哈里特·佩德利汉姆·希尔。生于伦敦，曾在伦敦音乐厅從事娱乐表演，艺名“莉莉·哈利”。
她有三个儿子（姓氏都不同）。1885年3月16日，长子悉尼·约翰·希尔出生（后改名为悉尼·约翰·卓别林）。同年6月22日，嫁给老查理·卓别林。老查理也是娱乐演员。他们的儿子查理·卓别林于1889年出生。多年之后，悉尼和查理才知道他们还有另外一个同母异父兄弟乔治·维勒·德莱顿（生于1892年8月31日）。乔治后来與查理·卓别林在好莱坞的制片厂工作。
由于與里奥·德莱顿（乔治的生父）的不正当关系，在乔治出生后不久，汉娜和老查理分居。乔治和生父同住，悉尼和查理則由母亲养大。
1894年1月，演出中的汉娜嗓音突然失声，年仅4岁的查理登台表演，為母亲救场。这是查理·卓别林有生以来的首次表演，但也成为母亲的谢幕演出。此后她再也不能上台工作，家境也每况愈下。1895年，她罹患精神病，悉尼和查理则被送往济贫院，不久送往孤儿学校。1903至1912年間，汉娜一直住在精神病院。
1921年，卓别林兄弟将汉娜送至美国加利福尼亚州與他们同住，自此负责照顾母亲的饮食起居，直至1928年汉娜病逝。
1992年的传记电影《卓别林传》中，汉娜·卓别林一角由她的孙女、查理·卓别林的女儿杰拉尔丁·卓别林饰演。